# Julia Migenes
Julia Migenes (New York, 13 marzo 1949) è un mezzosoprano statunitense.

## Biografia
È nata nel Lower East Side di New York da una famiglia cosmopolita di origini greche, irlandesi e portoricane, per questo motivo è anche nota come Julia Migenes-Johnson. Si è diplomata alla The High School of Music & Art di New York City nel 1960. Ha lavorato prevalentemente nel repertorio lirico, ma ha fatto anche incursioni nel cinema, nella musica leggera e nella danza.
In breve seppe farsi notare nei grandi ruoli di soprano drammatico, in particolare Manon Lescaut, Mimi nella Bohème o Salomé. Ha altresì incarnato una delle più grandi Carmen della storia del cinema, al fianco di Plácido Domingo. Julia Migenes ha interpretato il ruolo di Hodel, la seconda figlia di Tevye, nella versione originale del musical Fiddler on the Roof (Il violinista sul tetto) a Broadway nel 1964.

## Discografia parziale
- Hollywood Divas (2009)
- Alter Ego (2006)
- Le Meilleur de Julia (2004)
- La Argentina (2003)
- Infamia, Tangos de Barcelona (2000)
- Franz Lehár (1999)
- Robert Stolz (1999)
- Lulu (1998)
- 100 ans de Cinema (1995)
- Smile (1995)
- Vienna (1993)
- Kismet (1991) (studio album)
- Rags (1991)
- La voix humaine (1991)
- Man of La Mancha (studio album) (1990, riedito nel 1996)
- Mack the Knife (colonna sonora) (1990)
- Live at the Olympia (1989)
- The Seven Deadly Sins (1989)
- Berlin Blues (1988)
- Show Boat (1988)
- In Love (1985)
- Carmen (1984) (colonna sonora)
- Recital (1983)
- A Christmas Concert (1983)
- Welterfolge (1983)
- Latin Lady (1982)
- Julia Migenes sings (1981)
- Operette (1981)
- Fiddler on the Roof (1964)

## Filmografia

### Attrice

#### Cinema
- Carmen, regia di Francesco Rosi (1984)
- L'Unique, regia di Jérôme Diamant-Berger (1986)

#### Televisione
- Ai confini della realtà (The Twilight Zone) – serie TV, episodio 1x57 (1986)